# Jutlandês Meridional
Jutlandês Meridional ou Jutish do Sul (Synnejysk; em dinamarquês:  Sønderjysk; em alemão:  Südjütisch or Plattdänisch) é um dialeto da língua dinamarquesa, falado na Jutlândia do Sul ( Sønderjylland ; também chamado de Ducado de Schleswig - Schleswig ou Slesvig) em ambos os lados da fronteira entre a Dinamarca e a Alemanha.
Variantes do dialeto incluem o Ocidental e o Oriental (incluindo Alsisk). A antiga variante falada em Ânglia e em Schwansen era conhecida como "Dinamarquês da Ânglia". 
Os outros dialetos classificados como pertencentes ao Jutlandês ou Jutisch ( Jysk ) são o Oriental, o Ocidental e o Setentrional

## Uso

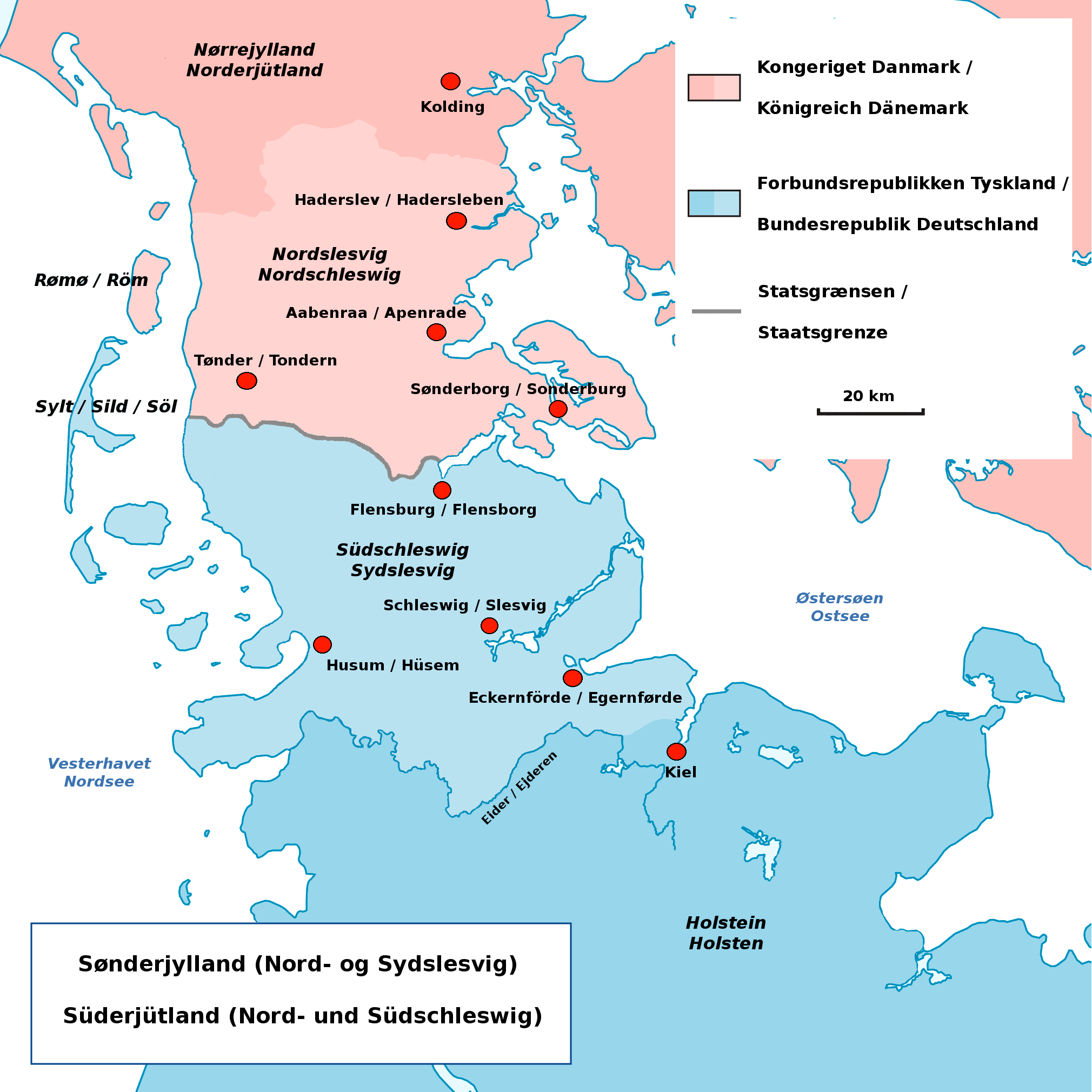
Mapa do norte e do sul de Schleswig (Jutlândia)

### Slesvig Norte
Muitos idosos ainda falam um dialeto distinto do sul de Jutlândia, tanto nas cidades quanto nas áreas rurais. Pessoas mais jovens e crianças são mais propensas a usar uma versão de dialetos do dinamarquês padrão, mas tudo que vai do dialeto relativamente puro ao dinamarquês padrão pode ser encontrado. Muitos são capazes de alternar entre as duas variedades.
Um interesse popular renovado em preservar o dialeto sul da Jutlândia foi visto nos últimos anos. Este avivamento foi alimentado pelas obras de vários artistas e autores locais, bem como por Æ Synnejysk Forening, uma sociedade que trabalha pela promoção do dialeto.
Várias escolas agora oferecem o dialeto como uma disciplina opcional, mas "Rigsdansk", o dinamarquês oficial, continua sendo matéria obrigatória.
Membros da minoria sulista de Jutlândia no lado alemão da fronteira, tendem a enfatizar sua identidade sul-jutlandesa. Muitos membros dessa minoria estão, de uma forma ou de outra, ligados à agricultura, sendo o dialeto mais predominante nas comunidades rurais. A minoria alemã costuma falar o Jutlandês do Sul entre si e com pessoas de origem, mas prefere o alemão para escrever e em ocasiões oficiais, como reuniões. O dinamarquês padrão é dominado também sendo ensinado nas escolas, junto com o alemão padrão.

### Slesvig Sul
O Jutlandês Meridional ainda é falado até certo ponto em aldeias a cerca de 15 km ao sul da fronteira dinamarquesa-alemã, mas dificilmente na grande cidade de Flensburg, onde os falantes de dinamarquês falam dinamarquês padrão. A maioria das pessoas poderá falar ou entender o baixo alemão e, por vezes, o Frísiu. Todos saberão alto alemão, sendo muitas vezes a única língua de jovens e crianças. Os membros da minoria dinamarquesa são ensinados a dinamarquês padrão, bem como nas escolas, mas muitas vezes optam por se comunicar em alemão na vida cotidiana.
A linguagem (especialmente a falada) não está necessariamente ligada à identificação nacional. Os laços familiares e o contato local informal do outro lado da fronteira costumavam ser muito comuns, com o Jutlandês do Sul sendo a primeira língua de pessoas com cultura dinamarquesa e alemã. Às vezes, o mais puro Jutlandês do Sul pode ser encontrado entre pessoas mais velhas que se identificam como alemãs. Como não frequentaram escolas dinamarquesas, a fala não é influenciada pelo dinamarquês padrão. Com a urbanização, nas últimas décadas, esse entrecruzamento de dialetos e sentimentos nacionais se esvaiu, enquanto o Alto alemão se tornou a primeira escolha em todos os lugares, mas muitas vezes algumas palavras do Jutlandês do Sul são retidas no vocabulário

## História
Historicamente, a língua dinamarquesa teve uma extensão muito maior em Slesvig Sul do que hoje. O  Jutlandês do Sul foi falado até a muralha Danevirke ao sul da cidade de Schleswig, perto da cidade viking de Hedeby e de Eckernförde na costa leste. Ao sul desta, havia uma área pouco habitada que, após a era viking, foi povoada por colonos saxões cuja língua é hoje mais conhecida como baixo alemão. As ilhas ocidentais e a costa oeste foram colonizadas por frísios. Um pouco mais para o interior frísios e dinamarqueses estavam misturados.
Com a Reforma na Dinamarca, no século XVI, a língua nacional foi oficializada na igreja em vez do latim. Em Slesvig, isso não significava a linguagem do campesinato, mas a dos duques e aristocratas, sendo o primeiro baixo alemão e depois o alto alemão. O alemão era a língua da administração em todo o Slesvig. No norte de Slesvig, no entanto, os padres foram educados no capítulo de Haderslev e o dinamarquês foi falado na igreja. A fronteira da linguagem da igreja era muito semelhante à atual fronteira dinamarquesa-alemã que foi criada por plebiscito em 1920.
Durante os séculos XVII e XVIII, a população na área ao sul da enseada Schlei (Sli) mudou para o baixo alemão, com poucos detalhes sendo conhecidos sobre seu antigo dialeto Jutlandês do Sul. O povo de Ângia entre Flensburg e o Schlei, onde os ângios que se estabeleceram na Inglaterra, também vieram originalmente, mantidos por muito tempo em seu dialeto Jutlandês do Sul, mas muitas vezes tinha algum conhecimento de baixo alemão também.
O dialeto ângio foi extinto por volta de 1900. Alguns registros dele existem e mostram que era similar ao Jutlandês do Sul da área de Sønderborg em Slesvig norte, através do Flensborg Fjord dialeto baixo-alemão de Ângio ainda tem uma grande quantidade de palavras dinamarquesas e também certa influência gramatical, o que dificulta a compreensão de outros falantes de baixo alemão. 
Durante o século XIX, o dialeto Jutlandês do Sul tinha um status inferior ao do baixo alemão, e os pais começaram a encorajar os filhos a falar alemão baixo, de modo que estariam melhor preparados para a escola, onde a educação era do alto alemão. Alguns estudiosos supõem que séculos com o alemão falado na igreja fizeram as pessoas se identificarem com a nacionalidade alemã, mesmo que ainda falassem um vernáculo dinamarquês em casa.
O governo dinamarquês, por razões políticas, desejou suspender essa mudança de idioma do dinamarquês para o alemão. Após a Primeira Guerra de Schleswig (1851), o governo emitiu o “Resprict da língua Schlesvig, ordenando que o idioma da escola fosse dinamarquês em áreas em que o campesinato falava dinamarquês e até mesmo em uma área que se estendia mais para o sul área. Linguagem da Igreja alternaria entre dinamarquês e alemão. dominant official language was German, and the measures of the government had quite the adverse effect, O dinamarquês padrão nunca havia sido amplamente usado em South Slesvig, mesmo quando o povo falava um dialeto dinamarquês. O reforço do sentimento anti-dinamarquês. Um padrão emergiu, com os mais pobres nas áreas rurais aderindo ao Jutlandês do Sul, com os camponeses mais ricos, falando em baixo alemão como a "língua franca" e os cidadãos instruídos falando alto alemão.
Uma variedade interessante de Jutlandês do Sul foi falada até a década de 1940 em uma área a oeste da cidade de Schleswig, 40 km ao sul da atual fronteira. Chamado de  Fjoldedansk  depois da aldeia Viöl  Fjolde. (alemão: Viöl) ou  sydslesvigsk  (Schleswigiano do sul), o dialeto tinha muitas características arcaicas perdidas em dinamarquês, como verbos totalmente flexionados por pessoa e por e número. A aldeia foi isolada entre as charnecas circundantes, criando-se uma “ilha linguística”, semelhante ao caso da língua frísia Saterland.

## Locais
Os nomes de lugares em Slesvig Sul são de origem quase exclusivamente dinamarquesa, exceto na Frísia do Norte e nas áreas mais ao sul. Os finais tipicamente escandinavos incluem  -by, -bøl, -trup, -lund, -ved, -toft  (em alemão:  -by, -büll, -trup, -lund, -witt, -toft ' '). Em alguns casos, a forma Jutlandesa Meridionalfoi erradicada da variedade dinamarquesa padrão do nome, mas ainda é visível na versão germanizada: 
| Dinamarquês padrão | Jutland meridional | Alemão    |
| ------------------ | ------------------ | --------- |
| Meden              | Mejn               | Meyn      |
| Bilskov            | Bilskau            | Billschau |
| Agtrup             | Achtrup            | Achtrup   |
| Jydbæk             | Jybæk              | Jübek     |
| Sønderup           | Synnerup           | Sünderup  |

Em muitos outros casos, as versões germanizadas estão fora do contexto etimológico. Exemplos incluem o final dinamarquês  -næs  (istmo) sendo substituído por  -nitz , um final eslavo que é comum no leste da Alemanha. Tais traduções arbitrárias foram feitas frequentemente pelo governo prussiano central depois que todo o Slesvig foi cedido à Prússia depois da Segunda Guerra de Schleswig  (1864).
O nome sul-jutlandês da cidade de Schleswig (Slesvig), de onde deriva o nome da região, era "Sljasvig", com a ênfase na segunda sílaba.